# Жак Реаттю
Жа́к Реаттю́ (фр. Jacques Réattu, 1760, Арль, Французьке королівство — 1833, Арль, Французьке королівство) — французький художник зламу XVIII—XIX століть. Один з небагатьох представників стилю — революційний класицизм.

## Життєпис
Народився у 1760 році в місті Арль. Жак Реаттю — позашлюбна дитина аристократа з міста Монпельє та сестри одного з арльських художників. Батько не відмовлявся від дитини і той отримав добру домашню освіту. Згодом він надав кошти і відправив сина в Париж, де той з 15 років навчався в Королівській академії мистецтв.
У 1790 році виграв конкурс та отримав Римську премію з правом удосконалення майстерності в Італії. Реаттю прибув в Рим, де старанно вивчав твори старих майстрів, копіював класичні пейзажі і робив відповідні звіти в академію.
Але в Римі розпочали антиреволюційні утиски проти французів. Реаттю вимушений тікати у Неаполь, а звідти морем дістався революційного Марселю.

### В роки французької революції
Життєпис Жака Реаттю — приклад доброго засвоєння ідеалів Просвітництва та французької революції і намагання служити їм. Про це свідчать картини митця — «Прометей викрадає вогонь для людей», (1792 р.), «Тріумф Свободи»(пізніше названої «Тріумфом цивілізації», (1793), низка малюнків автора. Реаттю починав як представник класицизму, але насичував свої алегоричні твори пристрастю та схвильованістю заради нового, революційного підтексту, що зробило його представником революційного класицизму Франції. Він не цурається пафосу і алегорій заради яскравого відображення ідей Французької революції, навіть надміру («Тріумф Свободи»).
Намаганням прислужитися революції стали і 10 гризайлів, які запропонував художник для стінописів колишньої церкви місіонерів, яку намагалися перетворити на Храм Розуму за вказівками з революційного Парижу. Художник встиг виконати вісім фресок з 10-ти. Пізніше їх зняли зі стін і перенесли в музей тільки шість.

### В Арлі
На хвилі згортання революційних подій і політичного перевороту в Парижі, художник повернувся в Арль. 38-річний митець одружився і згодом став батьком дочки. Розвиток стилю революційний класицизм був силомиць перерваний, а головний його представник в Парижі (Жак-Луї Давід) заарештований.
Відомостей про творчість майстра у 1802—1818 роках немає, що спонукає дослідників припускати тимчасову відмову митця від творчості взагалі.
Серед пізніх творів художника — малюнки до «Метаморфоз» Овідія та ескізи плафону «Аполлон та музи» (1828 р.). В цей же період виконав три картини зі сценами життєпису апостола Павла для церкви Сен-Поль-де-Бокер.

## Посвітницька діяльність
Окрім творчості, художник намагався займатися і просвітництвом. Так, він придбав у власність стародавню вежу абатства Montmajour, яку врятував від знищення. В роки, коли агресивно налаштовані революціонери рубали голови скульптурам XII століття, нищили стародавні вітражі і готичні собори, Жак Реаттю р.намагається врятувати будівлі Гранд Пріорату Мальтійського ордена. Але революційні ватажки розбили об'єкти на окремі лоти і продали їх кожний окремо з аукціону.
Жак Реаттю почав по одному викупляти будівлі приорату заради створення майстерень для художників. Він зажадав створити товариство художників у Арлі, які б приїздили сюди за натхненням. В кінці XIX століття цю ж ідею намагався втілити у реальність ще один художник Вінсент ван Гог.
Завдяки благодійництву Жака Реаттю історичні будівлі були врятовані.

## Увічнення пам'яті
В місті Арль створено музей Реаттю.

## Вибрані твори
- «Прометей викрадає вогонь для людей», 1792
- «Тріумф цивілізації», 1793, Гамбург, Кунстхаллє
- Вісім грізайлей для храму Розуму (шість збережених в музеї Реаттю, 1794—1795)
- плафон «Аполлон і музи», ескіз
- три картини з життєпису «Апостол Павло»
- малюнок-алегорія «Труд відштовхує від себе Злидні»

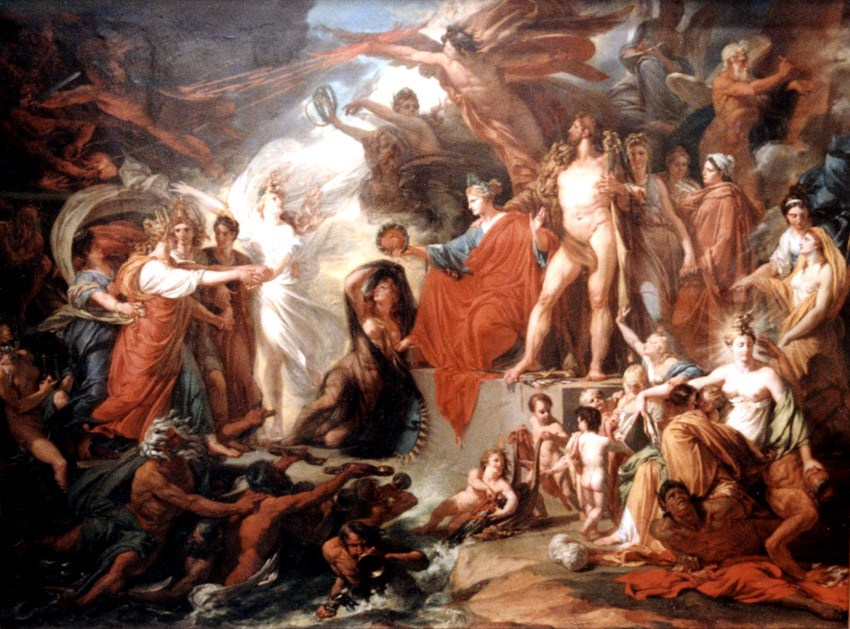
Алегорія «Тріумф Цивілізації», 1793, Гамбург, Кунстхаллє
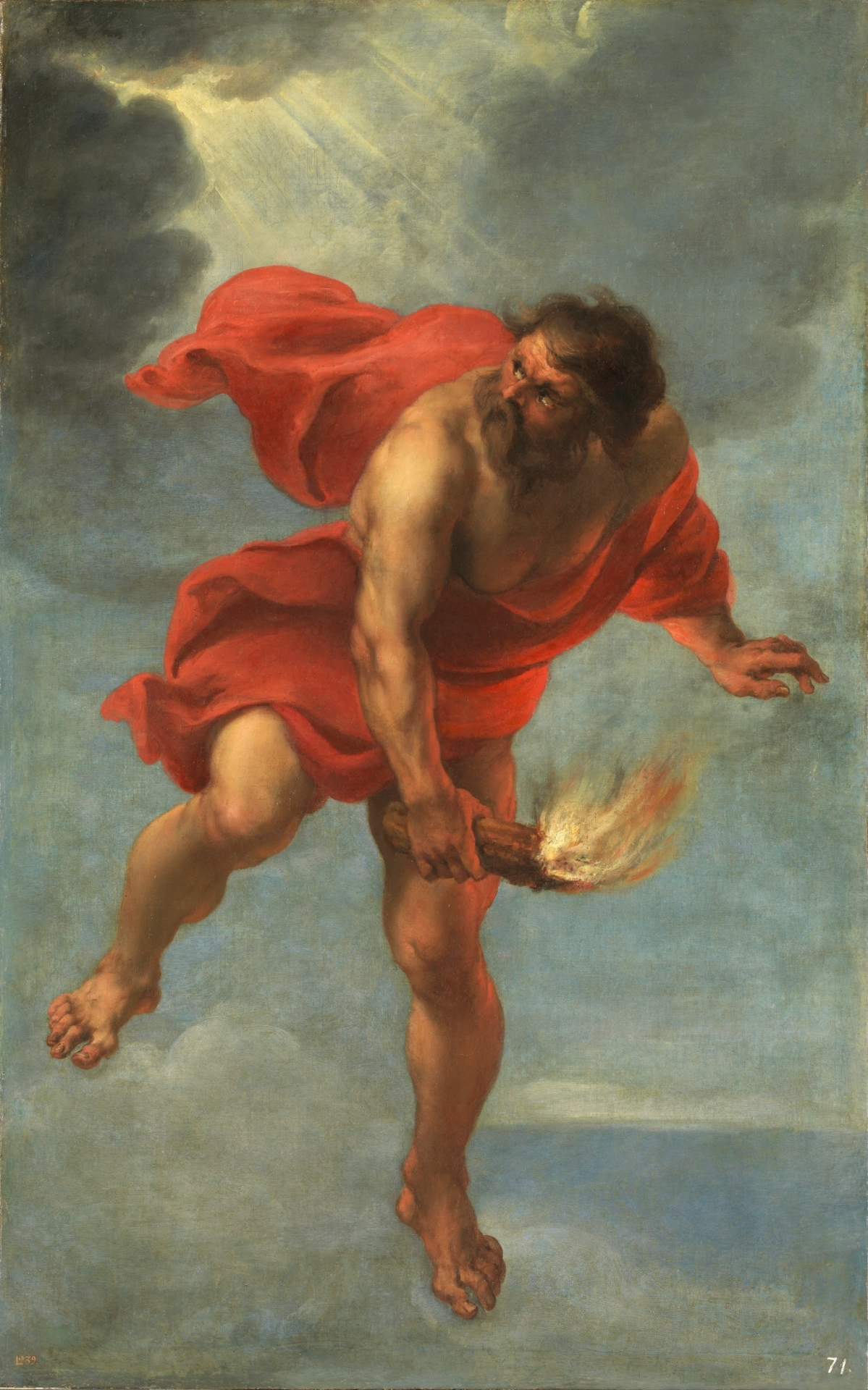
Ян Коссірс, Прометей викрадає вогонь для людей
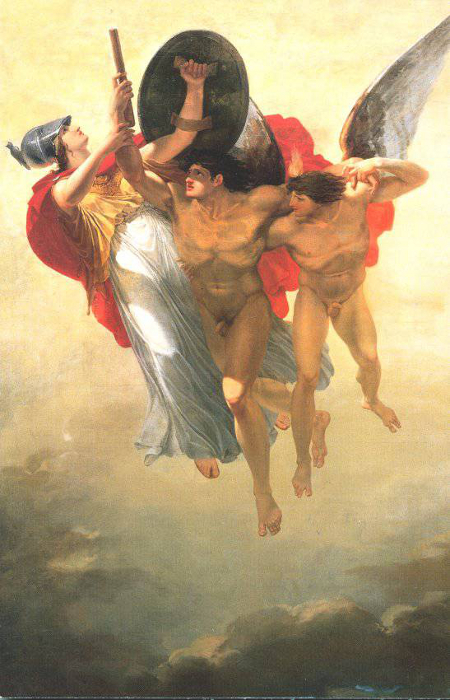
«Прометей викрадає вогонь для людей » (підтриманий алегоріями Мудрості і Свободи), 1792
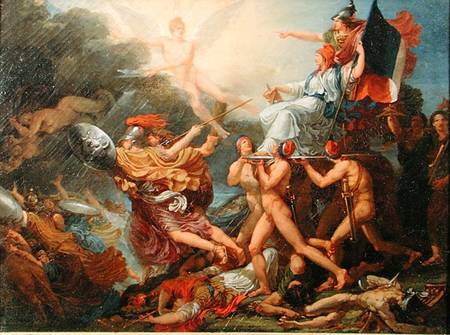
«Французька Свобода іде світом»
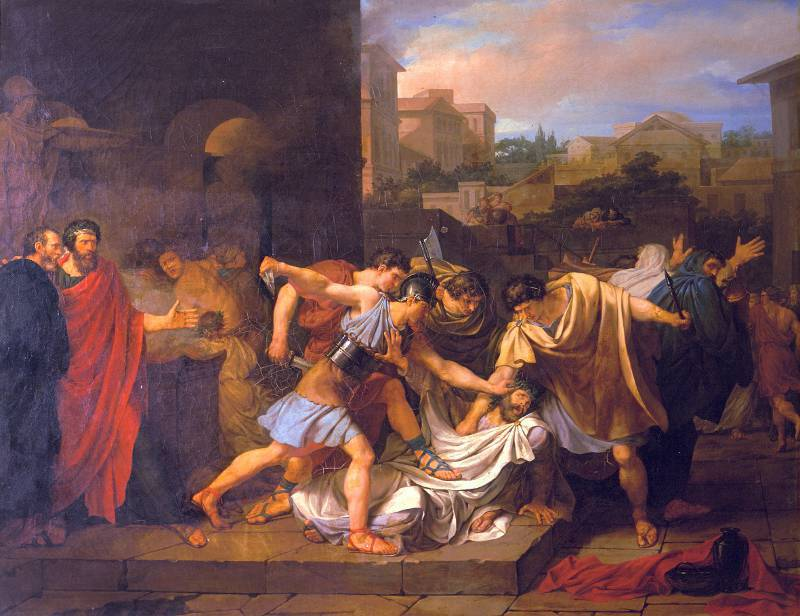
«Смерть Татіуса»
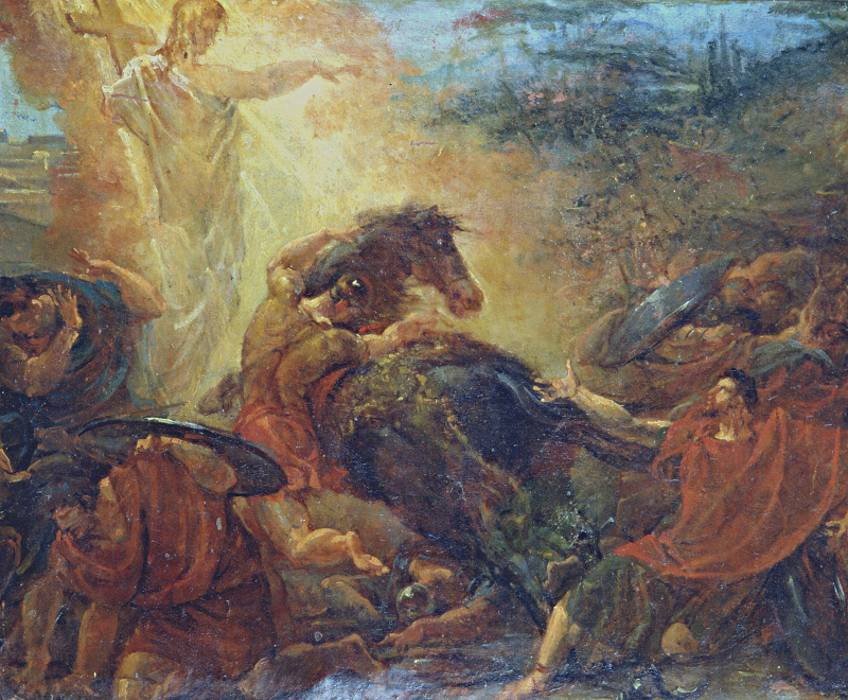
«Навернення Савла в апостола Павла» для церкви Сен-Поль-де-Бокер